# Leo Lippmann
Leo of Léon Lippmann (Luxemburg, 1 maart 1808 – Amsterdam, 11 november 1883), was een bankier en consul-generaal voor Luxemburg in Amsterdam. 

## Biografie
Hij was zoon van Gothon Levy en manufacturenhandelaar Jonas Lippmann. Hijzelf was getrouwd met Henriette Enthoven (familie van Enthoven & Co), hij hertrouwde na haar overlijden met de Luxemburgse Mina Louise (Lina) Nathan. Leo's zuster Rachel Lippmann was getrouwd met journalist en hoofdredacteur Louis Keyzer van het Algemeen Handelsblad.
Lippmann vestigde zich in 1840 als bankier in Amsterdam. Op 1 maart 1859 richtte hij samen met George Rosenthal de Bank Lippmann, Rosenthal & Co. op. Hij was enige jaren deken van in Amsterdam gevestigde consuls en administrateur van de aandeelhouders van het Algemeen Handelsblad.
Hij overleed op 75-jarige leeftijd. Hij werd na een treinreis vanuit Amsterdam naar Luxemburg, begraven op de joodse begraafplaats Malakoff in Clausen. Zijn weduwe volgde in 1897. 
Lippmann liet zijn collectie schilderijen na aan de stad Luxemburg, waar ze zijn opgenomen in de collectie van het museum Villa Vauban.

## Onderscheidingen
Lippmann werd diverse keren onderscheiden; hij was grootofficier in de Orde van de Eikenkroon, commandeur in de Christusorde van Portugal en ridder 2e klasse in de Orde van Sint-Anna (Rusland).